# Saturn Ramenskoje

Altes Logo

Der FK Saturn Ramenskoje (russisch ФК «Сату́рн» Ра́менское, FK „Saturn“ Ramenskoje) ist ein russischer Fußballverein. Der Club wurde im Jahre 1946 gegründet; Sitz des Vereins ist die Stadt Ramenskoje, eine Vorstadt von Moskau. Daher ist er auch als „FK Saturn Oblast Moskau“ (FK Saturn Moskowskaja Oblast) bekannt.

## Vereinsname
Der FK Saturn Ramenskoje hieß von 1946 bis 1957 Krylja Sowetow (Крылья Советов), von 1958 bis 1959 hieß er Trud (Труд), und von Februar 2002 bis Januar 2004 hieß er Saturn-REN TV (Сатурн-REN TV).
Seit Februar 2004 heißt der Fußballklub FK Saturn Ramenskoje.
Der vollständige russische Name lautet Государственное учреждение Московской области Футбольный клуб «Сатурн» Московская область; Gossudarstwennoje utschreschdenije Moskowskoi oblasti Futbolny klub „Saturn“ Moskowskaja oblast = Staatliche Institution der Oblast Moskau, Fußballklub „Saturn“ Oblast Moskau. Als kürzere Form wird im Russischen auch Футбольный клуб «Сатурн» Московская область; Futbolny klub „Saturn“ Moskowskaja oblast verwendet.

## Aktuelles
Ab August 2008 wurde die Profimannschaft des Clubs von dem Deutschen Jürgen Röber trainiert. Sein Assistent war der ehemalige bosnisch-herzegowinische Fußballspieler Bruno Akrapović. Am 15. Mai 2009 wurde Röber entlassen. Sein Nachfolger wurde vorerst Andrei Gordejew, der zuvor für die Jugendmannschaften verantwortlich war.
Zu Beginn der Saison 2009 fusionierte der Verein mit dem Ligakonkurrenten FK Chimki. Der Zusammenschluss wurde aus finanziellen Gründen von der regionalen Politikspitze angeordnet. Die Heimspiele sollten abwechselnd in den beiden Heimstätten ausgetragen werden. Dieser Zusammenschluss wurde jedoch wieder rückgängig gemacht, da der Partnerverein gerettet wurde und FK Saturn weiterhin in der Premjer-Liga spielte.
Nach der Spielzeit 2010, am 30. Dezember 2010 traf die Regierung der Oblast Moskau (Eigentümer des Vereins) die Entscheidung, den FC Saturn Ramenskoje zu liquidieren.
2014 wurde der reaktivierte FK Saturn Ramenskoje in die drittklassige 2. Division aufgenommen.
Seit 2023 spielt Saturn Ramenskoje in der reformierten vierthöchsten Spielklasse 2. Liga Division B.

## Erfolge
- Aufstieg aus der 1. Division in die Premjer Liga: 1998
- 5. Platz bei der russischen Meisterschaft: 2007

## Ligen und Platzierungen
Russland:
(grün = Höchste Spielstufe (Premjer-Liga), gelb = 2.-höchste Spielstufe (1. Liga/1. Division), pink = 3.-höchste Spielstufe (2. Liga/2. Division); rot = 4.-höchste Spielstufe (2. Liga B/3. Liga) grau = Amateurklasse)

## Bekannte ehemalige Spieler
| Russland und ehemalige Sowjetunion - Denis Bojarinzew - Juri Gawrilow - Roman Gerus - Spartak Gognijew - Alexander Gorschkow - Alexei Iwanow - Andrei Kantschelskis - Dmitri Kiritschenko - Dmitri Loskow - Andrei Lunjow - Alexei Medwedew - Wiktor Onopko - Artjom Rebrow - Sergei Ryschikow - Renat Sabitow - Roman Schirokow | GUS und ehemalige Sowjetunion - Edgaras Česnauskis - Radu Rebeja - Serghei Rogaciov - Andrij Hussin - Wjatscheslaw Swiderskyj | Europa - Samir Muratović - Marko Topić - Luka Vučko - Alexei Eremenko - Simon Vukčević - Nikola Jolović - Dušan Petković - Ján Ďurica - Martin Jakubko - Kamil Kopúnek - Branislav Obžera - Denis Halilović - Antonín Kinský - Roman Lengyel | Südamerika - Pablo Guiñazú - Daniel Montenegro - Nicolás Pavlovich - Da Silva - Leandro - Javier Delgado | Afrika - Baffour Gyan - Illiasu Shilla - Solomon Okoronkwo |

## Trainer
- Oleg Romanzew (2003–2004)
- Vladimír Weiss (2006–2007)
- Jürgen Röber (2008–2009)